# Pampa Hermosa (Alto Amazonas)
Pampa Hermosa es una localidad peruana, en el distrito de Yurimaguas, provincia de Alto Amazonas, al este del departamento de Loreto.

## Descripción
Pampa Hermosa es una localidad productora de aceite de palma, limita con el departamento de San Martín en 2016 presentó al gobierno peruano su intención de crear un distrito junto a otras localidades. Pampa Hermosa es la puerta de ingreso a Loreto en el eje carretero Tarapoto-Yurimaguas.